# Чуриловский монастырь
Чуриловский монастырь Святого Георгия (болг. Чуриловски манастир „Свети Георги“, иногда называемый также Игуменский или Геговский монастырь) — православный монастырь в селе Чурилово на юго-западе Болгарии, расположен на южном склоне гор Огражден. Находится в 28 км от города Петрич и в 2 км от села Гега.

## История
Предполагается, что монастырь был основан в XIV веке и возрождён в 1858 году. Согласно преданию, строительство монастыря началось в 1848 году. До наших дней сохранился указ султана Абдула Меджида о «расширении и строительстве» церкви Святого Георгия, изданный 5 апреля 1857 года. Сведения о строительстве монастыря учёные черпают из обнаруженных надписей. В двух из них говорится о том, что 10 марта 1858 года выполнялись работы по реконструкции церкви, а третья рассказывает о возведённой в 1890 году колокольне. Помимо этого, в текстах упоминается старый храм, который ранее стоял на месте нынешней церкви. Также приведён список имён настоятелей храма и ктиторов, выделявших средства на его строительство и восстановление.
Монастырская церковь, названная в честь Святого Георгия, представляет собой трёхнефную псевдобазилику с открытым притвором, расположенным с западной стороны, и навесами с южной и северной стороны. Это массивное каменное сооружение, достигающее 24 метров в длину и 12 — в ширину. Интересными считаются фрески 1858 года, особенно сцены «Страшный суд», «Мытарства души», украшающие стены притвора. Храму Святого Георгия присвоен статус памятника культуры национального значения.
Во владениях обители находится около 10 тыс. кв. метров земли, на которой расположены старые здания религиозной школы (сохранились две классные комнаты), трапезная и кухня, церковь, колокольня, скотобойня, дворы, поля и сады.

## Храмовые праздники
Сегодня в монастыре трижды в год собираются десятки мирян — в храмовый праздник Дня святого Георгия, Дня Святого Петра и Павла и Рождества Пресвятой Богородицы.